# BelAZ 75710
O BelAZ 75710 é um caminhão basculante de mineração produzido na Bielorrússia pela empresa BelAZ, é atualmente o maior caminhão de mineração por capacidade e volume de carga do mundo.

## Design e desenvolvimento
O 75710 é um caminhão com configuração convencional com dois eixos mas com rodas duplas usando 8 pneus 59/80 R63. De incomum uso de tração 4x4 e giro nas oito rodas e com raio de curva de 20 m (65,6 ft).
Tem capacidade para carregar 450 t (992 000 lb) sendo a maior capacidade de um caminhão deste segmento. Seu peso vazio é 360 t (794 000 lb) muito mais pesado que o modelo construído anteriormente, que tinha peso vazio de 240 t (529 000 lb).
Possuí dois motores MTU DD16V4000 de 65 l (17,2 US-gal) com dezesseis cilindros em "V" a diesel usando uma transmissão diesel-elétrica Siemens MMT500 em um dos motores, levando o veículo a uma potência máxima de 4 600 hp (3 430 kW). Sua velocidade máxima é de 64 km/h (39,8 mph). O primeiro caminhão foi entregue em 2013 para mina de Kuzbass na Sibéria.